# Kariris
Els kariris o kiriri són un indígenes del Brasil oriental. El seu nom també s'escriu Cariri i és una paraula tupí que significa "silenciós" o "tactiturn"".

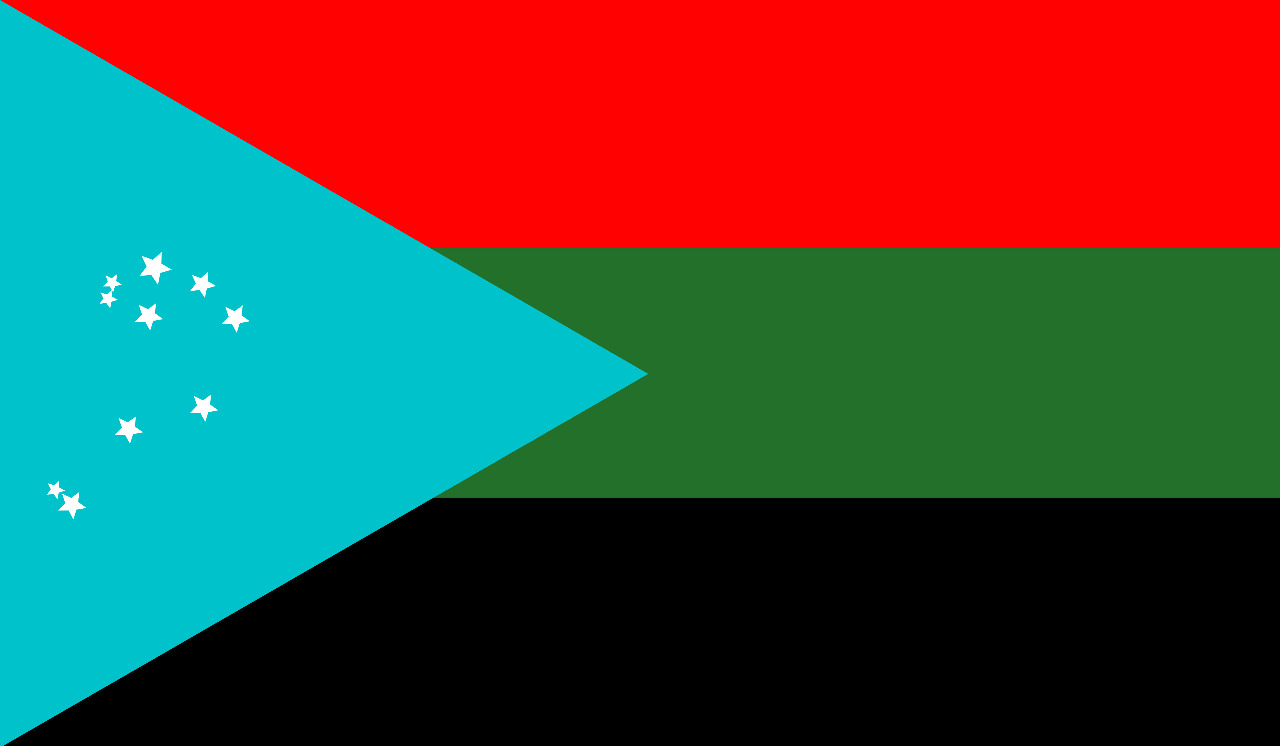
Bandera del Kariris proposada del Blog Retomada Kariú-Kariri

## Kariris actuals
Diversos grups indígenes contemporanis del nord-est reivindiquen ascendències dels kariris històrics. Entre ells, podem esmentar: els kiriri, Kaimbé, tumbalalá i pataxó-hã-hã-hãe, a l'estat de Bahia; els Kariri-Xokó, karapotó, Tingui-Botó, aconã, Wassu-Cocal i Xukuru-Kariri, d'Alagoas; els Truká, Pankará i Atikum, de Pernambuco; els Kariri de Crato i Crateús, els Tapuia-Kariri de São Benedito, els Jucás de Parambu i els Kalabaça a Crateús i Poranga Kariús a la vall del Jaguaribe a Ceará i els Kariri Caboclos da Serra Grande a Queimada Nova de Piauí.

## Territori
Avui en dia una gran part de la seva terra tradicionals encara s'anomena regió dels Cariris. Dins d'aquesta regió hi ha dues ciutats, Crato i Juazeiro do Norte. La Chapada Diamantina té un paisatge espectacular amb planes altes i penya-segats escarpats o torres coneguts com a "tepuy". Abans de l'arribada dels portuguesos al segle xix, els únics habitants locals de la regió eren indis indígenes de les tribus Maracas i Cariris. El 1985 es va crear el Parc Nacional de Chapada Diamantina amb la seva seu central a Palmeiras.
Els kiriri viuen a la terra indígena Kiriri, un territori indígena. A través de la seva reeixida organització política, van poder expulsar 1.200 ocupants no nadius de les seves terres des del 1990.

## Història
El missioner francès caputxí Martí de Nantes (1638-1714) va ser l'apòstol del poble kariri al riu São Francisco entre 1672 i 1683. Els diversos pobles kariri es van establir a diferents ciutats (aldeia) i pobles (vila), enumerats a continuació.
| Capitania  | Aldeia                     | Vila                  | Invocació                      | Missioner | Nació                                                  |
| ---------- | -------------------------- | --------------------- | ------------------------------ | --------- | ------------------------------------------------------ |
| Bahia      | Jaguaripe do Rio da Aldeia | Jaguaripe             | St. Antoni                     | Clergue   | Kariri                                                 |
| Bahia      | Conquista da Pedra Branca  | Cachoeira             |                                |           | Kariri                                                 |
| Bahia      | Caranguejo                 | Cachoeira             |                                |           | Sapuyá                                                 |
| Bahia      | Rio Real                   | Vila da Abadia        | Jesus, Maria, Josep            | Carmelita | Kiriri                                                 |
| Bahia      | Aramaris                   | São João da Água Fria |                                | Clergue   | Kiriri                                                 |
| Bahia      | Natuba                     | Itapicuru             | N. Sra. da Conceição           | Jesuïta   | Kiriri                                                 |
| Bahia      | Canabrava                  | Itapicuru             | Sta. Teresa                    | Jesuïta   | Kiriri                                                 |
| Bahia      | Saco dos Morcegos          | Itapicuru             | Ascensió de Crist              | Jesuïta   | Kiriri                                                 |
| Bahia      | Massacará                  | Itapicuru             | Sma. Trindade                  | Franciscà | Kiriri, Kaimbé                                         |
| Sergipe    | Juru                       | Lagarto               | Mare de Déu del Socors         | Jesuïta   | Kiriri                                                 |
| Pernambuco | Gameleira                  | Alagoas               | N. Sra. das Brotas             | Clergue   | Kariri, Língua Geral i Uruá                            |
| Pernambuco | São Brás                   | Penedo                | Mare de Déu de l'O             | Jesuïta   | Kariri i Progéz                                        |
| Pernambuco | Ilha do Pambu              | Rio São Francisco     | Concepció                      | Caputxí   | Kariri                                                 |
| Pernambuco | Ilha de Aracapá            | Rio São Francisco     | S. Francesc                    | Caputxí   | Kariri                                                 |
| Pernambuco | Ilha do Cavalo             | Rio São Francisco     | St. Félix                      | Caputxí   | Kariri                                                 |
| Pernambuco | Ilha do Irapuá             | Rio São Francisco     | St. Antoni                     | Caputxí   | Kariri                                                 |
| Pernambuco | Ilha de Inhanhuns          | Rio São Francisco     | M. de Déu de la Pietat         | Franciscà | Kariri                                                 |
| Paraíba    | Cariris                    | Taypu                 | Mara de Déu del Pilar          | Caputxí   | Kariri                                                 |
| Ceará      | Miranda                    | Icó                   | M. de D. de la Penya de França | Caputxí   | Kariri, Quixeréu, Cariú, Cariuané, Calabaça i Icozinho |